# 聖母玫瑰書院
聖母玫瑰書院（英語：Our Lady Of the Rosary College，簡稱OLR）是一所羅馬天主教女子書院，位於香港九龍塘又一村玫瑰街22號。該校以英文為教學語言，為深水埗區其中一所著名女校。

## 學校資訊
於1971年創立，校訓為純潔博愛（Purity and Charity）。聖母玫瑰書院的學生稱為「玫瑰人」（Rosarian）。

## 辦學宗旨
學校持守天主教教育五大核心價值—真理、義德、愛德、生命、家庭，採用聖鮑思高的「預防教育法」，以理智、宗教及仁愛來教導學生；培養學生成為純潔、博愛、具責任感及獨立思考能力的青年；並透過課堂學習、多元化的活動和其他學習經歷，使她們成為知識廣博、積極主動、富正義及關心社會的良好公民。

## 班級
全校共開24班，中一至中六每級各4班。

## 校政管理

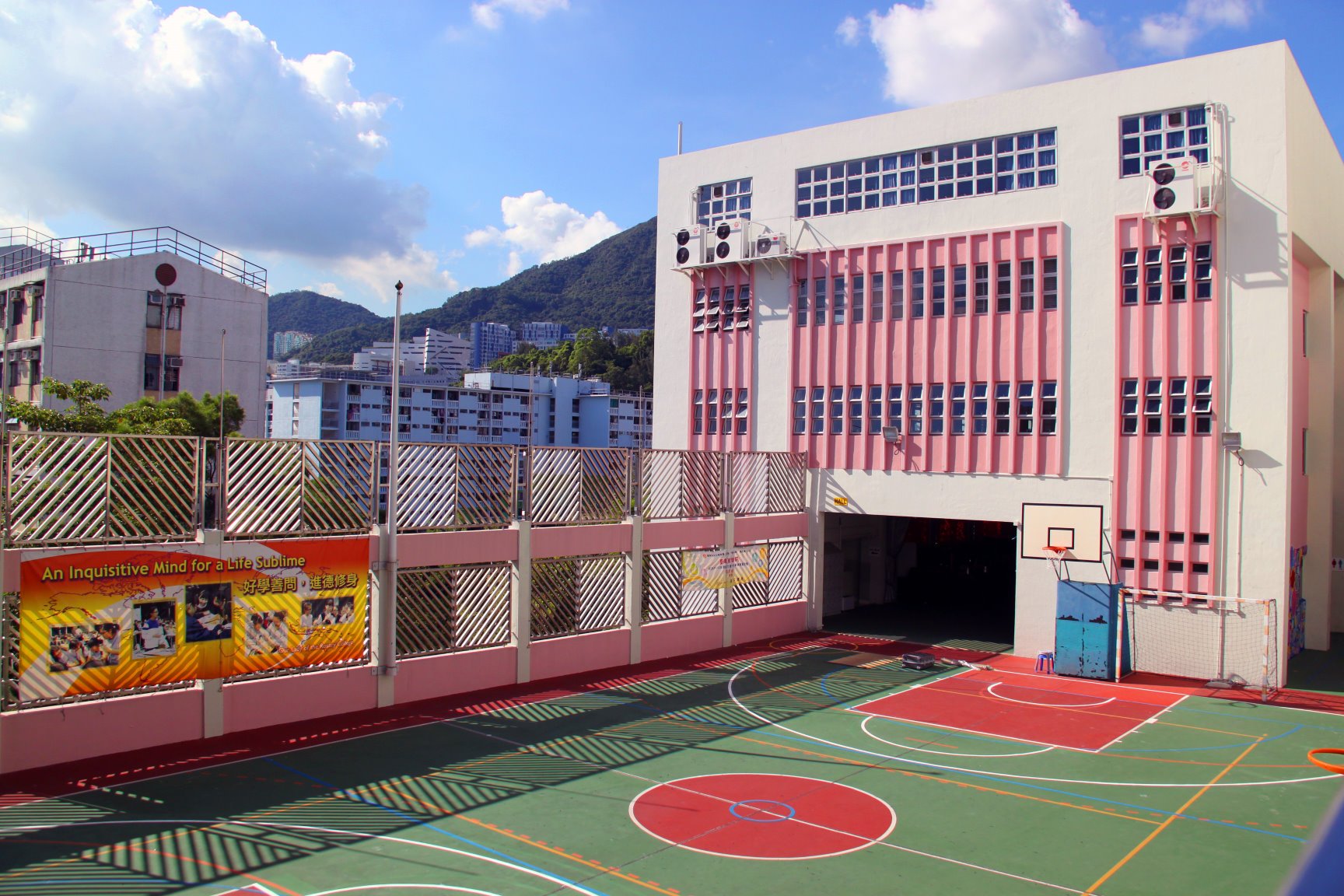
聖母玫瑰書院的操場及校舍

### 歷任校監
- 1971年至1988年：許夢貞 修女
- 1988年至1991年：張漢卿 修女
- 1991年至1992年：黃建國 神父[2]
- 1993年至今：陳惠芬 修女[3]

### 歷任校長
- 1971年至1988年：許夢貞 修女
- 1988年至1991年：張漢卿 修女
- 1991年至1997年：陳惠芬 修女[2]
- 1997年至2012年：郭蓮華 女士[4]
- 2012年至2018年：謝祖璇 女士[5]
- 2018年至2023年：陳偉超 先生[6]
- 2023年至今：歐綺玲女士

### 歷任副校長
- 1979年至1995年：曾麗影 女士
- 1992年至1996年：霍藹姚 女士
- 1995年至1997年：郭蓮華 女士
- 1996年至2013年：賴應虨 先生[7]
- 1997年至2018年：陳偉超 先生[8]
- 2013年至2018年：李宛儀 女士[9]
- 2018年至2021年：林偉雄 先生
- 2018年至2023年：歐綺玲 女士
- 2021年至今：馬慧儀 女士
- 2021年至今：雷焯榮 先生
- 2023年至今：莊慧玲 女士

## 香港傑出學生選舉
直至2019年(第34屆)，在香港傑出學生選舉共出產1名傑出學生。

## 著名/傑出校友
- 胡杏儿（1992年中二開學後赴北愛爾蘭升學）：香港女演員及女歌手[10]
- 王嘉儀（2009年中五）：香港唱作女歌手
- 葉玉卿：香港著名女演員及歌手
- 余翠怡：前香港輪椅劍擊運動員[11]
- 王虹茵（2012年中六）：前香港韻律體操運動員、香港女藝人、《#後生仔傾吓偈》意見領袖[12]
- 李芷晴（2010年中五）：香港女藝人[13]
- 岑樂怡（2008年中五）：香港女藝人[14][15]
- 李文欣：有線新聞台副總主播
- 林婉儀，MBG：香港水警西分區高級督察，2021年9月25日執行反走私行動時遭走私快艇撞翻其截擊艇而墮海殉職。
- 黃慧君：ViuTV節目監製、男子組合MIRROR及ERROR經理人
- 陳懿德（初中）：香港女藝人[16]
- 陳琪：香港女演員